# Crosseola errata
Crosseola errata är en snäckart som beskrevs av Harold John Finlay 1926. Crosseola errata ingår i släktet Crosseola och familjen Skeneidae. Inga underarter finns listade i Catalogue of Life.